# Myxilla nodaspera
Myxilla nodaspera är en svampdjursart som först beskrevs av Topsent 1913.  Myxilla nodaspera ingår i släktet Myxilla och familjen Myxillidae. Inga underarter finns listade i Catalogue of Life.